# Катастрофа L-410 в Кемеровской области
Катастрофа L-410 под деревней Журавлево — авиационная катастрофа, произошедшая 19 июня 2021 года у села Журавлево в Кемеровской области.

## Самолёт

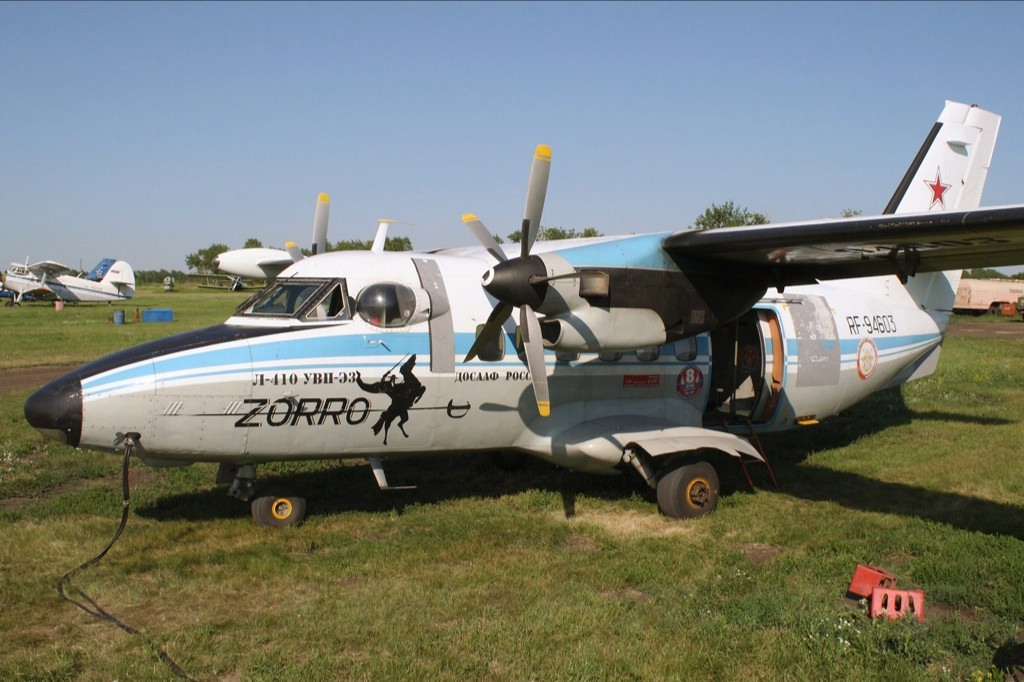
Разбившийся самолёт за 6 лет и 11 месяцев до катастрофы

Самолёт Let L-410UVP-E принадлежал ДОСААФ. Его бортовой номер — RF-94603, серийный — 892328. Самолёт совершил первый полёт в 1989 году.

## Катастрофа
Экипаж L-410 выполнял полёт по упр. N2 133 КЛП ТС АО ДОСААФ России «Тренировочный полет на выброску ПТП-2 и парашютистов в ПМУ» в АНО «Центральный Сибирский парашютный клуб ДОСААФ» на аэродроме Танай вблизи села Журавлево Кемеровской области. В пятом (по некоторым данным в четвёртом) по счёту подъёме в смену, после взлёта на высоте приблизительно 20 м произошёл отказ правого двигателя. Экипаж доложил о проблемах и принял решение о возврате на аэродром. При дальнейшем наборе высоты произошёл отказ левого двигателя. Экипаж принял решение произвести аварийную посадку на неподготовленную площадку и предупредил парашютистов о жёсткой посадке. Самолёт с правым креном столкнулся с землёй в районе деревни Журавлёво и разрушился..
В результате катастрофы погибло 4 человека: оба пилота и 2 спортсмена-парашютиста. Пострадали 15 человек. 2 человека от госпитализации отказались. 5 человек попали в реанимацию. Среди пострадавших — совладелец угольного разреза «Кузнецкий Южный» Тимур Франк и депутат совета депутатов Чистоозёрного района Новосибирской области Александр Фрилинг. Оба они члены Российской команды по парашютной групповой акробатике. Выполняли тренировочные прыжки в рамках подготовки к Чемпионату Мира. Один из парашютистов скончался в больнице спустя 10 дней после катастрофы.
ДОСААФ объявило о временной приостановке всех полётов L-410. 1 июля 2021 года запрет был снят.

## Расследование
По делу авиакатастрофы Следственный Комитет РФ возбудил уголовное дело.